# Puelcze
Puelcze (Puelche, Guennakin) – wymarłe plemiona Indian zamieszkujących do XIX w. terytoria pampy w okolicach rzek Negro i Colorado (Argentyna).
Prowadzili koczowniczy tryb życia, żywiąc się głównie mięsem upolowanych gwanako andyjskich i nandu.